# Alexandra Mey
Alexandra Mey   (Caracas, 22 d'octubre de 1992) és una actriu, model, cantant, compositora i productora veneçolana.

## Carrera professional
Alexandra Mey va començar la seva carrera com a actriu participant en l'obra de teatre, El violinista a la teulada, que es va presentar a l'Aula Magna de la Universitat Central de Veneçuela a Caracas. Posteriorment va estudiar actuació en el Centre Internacional de Formació Actoral Luz Columba (CIFALC).
La seva primera aparició en televisió va ser als 14 anys, en la sèrie de televisió Somos tú i yo (Som tu i jo). La sèrie va ser una coproducció entre Boomerang i Venevisión, i va ser transmesa a Llatinoamèrica, Europa, Orient Mitjà i alguns països d'Àsia. Morales va participar en la banda sonora de la sèrie, interpretant alguns temes en els quals es destaquen «Sé que vaig canviar» i «Voldria que em veiessis», respectivament, de manera que va formar part de la gira nacional de la sèrie a Veneçuela. La sèrie va ser estrenada per primera vegada el 27 de juny de 2007 a Veneçuela per Venevisión i el seu últim episodi va comptar amb aproximadament 5.900.000 d'espectadors, sent una de les sèries més reeixides de canal. La sèrie es va estrenar el 15 de gener de 2008 per Boomerang a Llatinoamèrica i Europa. La sèrie va finalitzar el 15 de desembre de 2008 i el seu episodi final va tenir una audiència d'aproximadament 9.800.000, la major audiència rebuda per qualsevol episodi final d'una sèrie de Boomerang Llatinoamèrica.
El 2009, va participar en la sèrie Somos tú y yo, un nuevo día (Som tu i jo, un nou dia). La sèrie és una sèrie derivada de Somos tú y yo, i va ser basada en la pel·lícula estatunidenca Grease. La sèrie es va estrenar el 17 d'agost de 2009 per la cadena Boomerang Llatinoamèrica.
El 2010, Mey va ser anunciada com a protagonista de la sèrie original de Boomerang, La Banda, interpretant a Katherina Petrov. La sèrie és una adaptació de la telenovel·la argentina original de Cris Morena, Rebel Way. La sèrie es va estrenar el 25 de juliol de 2011 per Boomerang Llatinoamèrica.
El 2013, va ser anunciada com a part de l'elenc principal de la telenovel·la, Las Bandidas, com Marisol Càceres. La telenovel·la és una versió lliure de la telenovel·la veneçolana Las amazonas, i va ser produïda per RTI Televisión, en coproducció amb Televen, Televisa i RCN Televisión.
En 2016, Morales va crear la productora de televisió i agència de representació d'artistes CM Produccions.

## Filmografia

### Televisió
| Any       | Producció                   | Canal                     | Personatge       | Notes                  |
| --------- | --------------------------- | ------------------------- | ---------------- | ---------------------- |
| 2007-2009 | Somos tú y yo               | Venevisión / Boomerang    | Claudia          | Antagonista secundària |
| 2009      | Somos tú y yo, un nuevo día | Venevisión / Boomerang    | Claudia          | Elenc de repartiment   |
| 2011      | La Banda                    | Boomerang Latinoamérica   | Katherina Petrov | Protagonista           |
| 2013      | Las Bandidas                | RCN Televisión / Televisa | Marisol Cáceres  | Elenc de repartiment   |